# Francesca Martín
Francesca Martín i Vigil (Valencia, 2 de abril de 1947 - Barcelona, 6 de diciembre de 2002) fue una pedagoga y una política española asentada en Cataluña pero de origen valenciano, senadora por la VI Legislatura y diputada al Congreso de los Diputados por la VII Legislatura. 

## Biografía
Empezó a trabajar en una escuela de Canovellas, pero enseguida se integró en la Cooperativa de Enseñanza San Esteban de Granollers -ahora Escuela Salvador Espriu), fue miembro de la dirección del PSC-PSOE. Después de las elecciones municipales españolas de 1987 fue nombrada teniente de alcalde del área de Servicios Personales y regidora de Educación del ayuntamiento de Granollers hasta 1995. Entre 1990 y 2000 ocupó la Secretaría de la Mujer del PSC y estuvo al frente del Lobby Europeo de Mujeres Catalanas. En 1992 fue asesora de la presidencia de la Diputación de Barcelona.
Fue escogida senadora por la provincia de Barcelona en las elecciones generales españolas de 1996. De 1996 a 2000 fue vicepresidenta segunda de la Comisión de Asuntos Iberoamericanos del Senado de España.
Fue escogida diputada en las elecciones generales españolas de 2000 y ejerció de vicepresidenta segunda de la Comisión de Cooperación Internacional para el Desarrollo (2000-2002).  Murió después de una larga enfermedad.